# Арико Суарез
Педро Бонифасио Суарез Перез (шп. Pedro Bonifacio Suárez Pérez), познатији као Арико Суарез (шп. Arico Suárez; Санта Брихита, Гран Канарија, 5. јун 1908 — Буенос Ајрес, 18. април 1979), бивши је аргентински фудбалер који је играо за Бока Јуниорс, где је освојио пет титула првака Аргентине. Играо је и за репрезентацију Аргентине на Светском првенству 1930, чиме је постао прва особа са Канарских острва која је играла на Светском првенству у фудбалу, све до првенства 2002, када је Хуан Карлос Валерон играо за Шпанију.